# Lelijopleja
Lelijopleja (krat. Lpya., lat. × Laeliopleya), hibridni rod trajnica epifita iz porodice kaćunovki, dobiven od rodova Cattleya i Laeliopsis

## Vanjske poveznice
|  | Zajednički poslužitelj ima još gradiva o temi Laeliopleya |
|  | Wikivrste imaju podatke o taksonu Laeliopleya             |